# Gedächtniskirche Sankt Hiob (Brüssel)

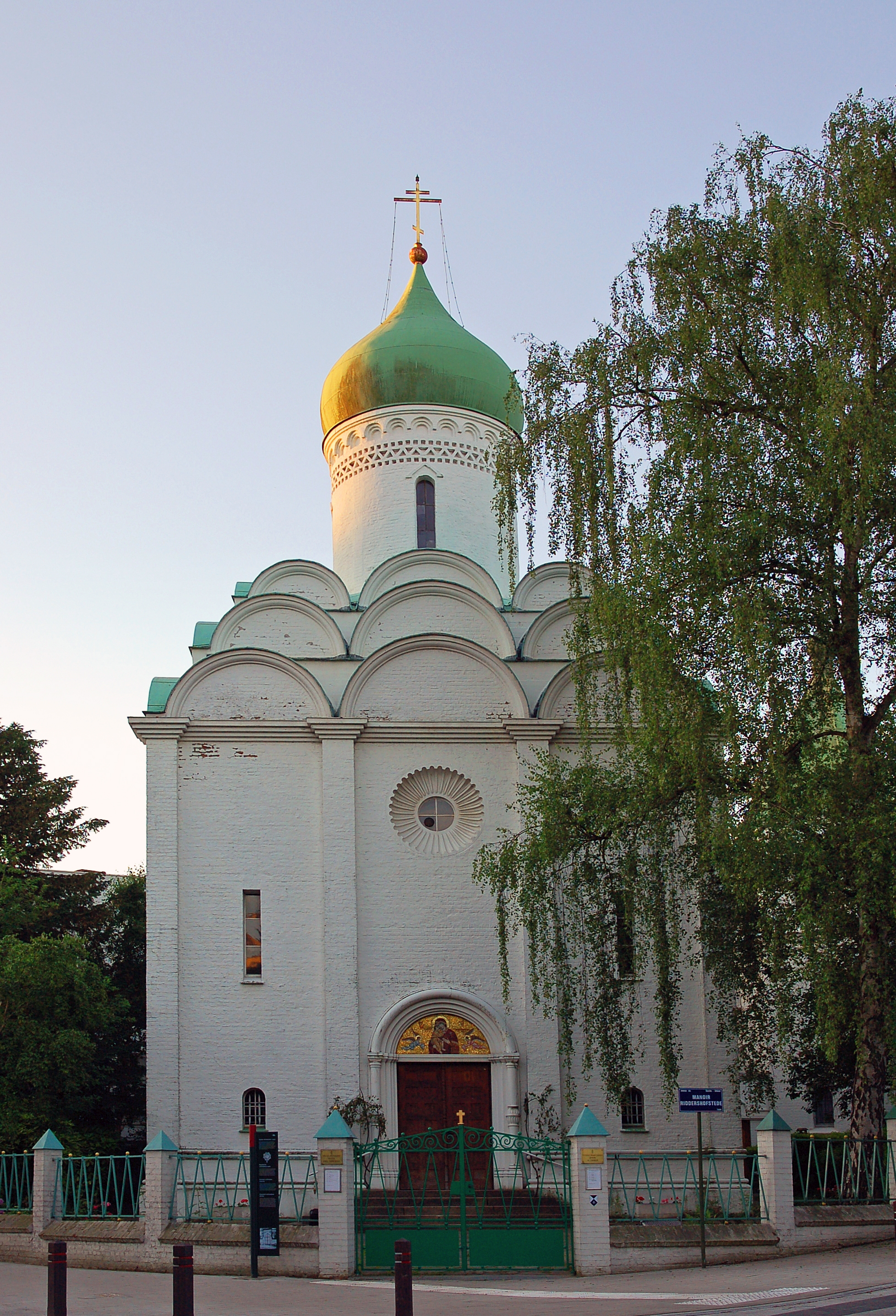
Russisch-orthodoxe Sankt-Hiob-Gedächntiskirche in Uccle

Die Gedächtniskirche Sankt Hiob ist eine russisch-orthodoxe Kirche in Uccle in der Hauptstadtregion Brüssel in Belgien. Sie ist nicht zu verwechseln mit der katholischen Kirche Saint-Job/Sint-Job im gleichnamigen Stadtviertel.
Sie ist Hiob und dem Gedächtnis an Zar Nikolaus II., seine Familie und alle Opfer der russischen Revolution und des anschließenden Bürgerkriegs geweiht (Russisch: Церковь в честь святого праведного Иова Многострадального, Niederländisch: Kerk ter ere van het lijden van de heilige en rechtvaardige Job, Französisch: Eglise mémorial orthodoxe russe de Saint Job le juste aux maintes souffrances). 
Der Geburtstag von Zar Nikolaus II. war nach dem noch geltenden julianischen Kalender der 6. Mai, der nach dem orthodoxen Kalender der Gedenktag von Hiob ist.

## Geschichte
Nach der russischen Revolution flüchteten viele Russen der alten, zaristischen Eliten und siedelten sich teilweise in Westeuropa an. In Belgien zogen viele Russen nach Ixelles und Uccle, weil es auf dem Grundstück der vormaligen zaristischen Botschaft in Ixelles bereits eine russisch-orthodoxe Kirche gab. 
Ab 1928 wurden Spenden für eine orthodoxe Kirche gesammelt, und am 2. Februar 1936 konnte der Grundstein gelegt werden. Die Kirche wurde ausschließlich aus Eigenmitteln finanziert. Bereits 1938 war das Bauwerk weitgehend errichtet. Bedingt durch den Zweiten Weltkrieg konnte die Kirche aber erst am 1. Oktober 1950 durch den Metropoliten Anastasius (1873–1965) geweiht werden. Seit 1984 ist die Kirche denkmalgeschützt. Zwischen 2011 und 2014 wurden seitens der Hauptstadtregion Brüssel umfangreiche Restaurierungen durchgeführt. 
Der Architekt Nicolas Istselenoff (oder: Nicolaj Istselenov) hat sich an der orthodoxen Transfigurationskirche in Ostrov aus dem 16. Jahrhundert orientiert, so dass der Baustil altrussisch ist, einschließlich Zwiebelkuppel. Der Architekt hat auch den Bau überwacht und selbst einige Ikonen in der Kirche gemalt.
Während die Kirchenmitglieder und die Kirche anfangs direkt der russisch-orthodoxen Kirche im Ausland unterstellt waren, also „stauropegisch“ waren, wurde am 6. September 1964 eine eigenständige russisch-orthodoxe Gemeinde gegründet. Die Gemeinde blieb Teil der russisch-orthodoxen Kirche im Ausland und gehört weiterhin zur Diözese von Genf und Westeuropa. Mit dieser Organisation wurde sie 2007 dem Patriarchat von Moskau unterstellt.